# Johann Gottfried Schicht
Johann Gottfried Schicht, né à Reichenau (Saxe) le 29 septembre 1753 et mort à Leipzig le 16 février 1823, est un compositeur et chef d'orchestre allemand.

## Biographie
Né dans la ville de Reichenau en Haute-Lusace (aujourd'hui Bogatynia en Pologne), Schicht commence en 1776 des études de droit à l'université de Leipzig. En même temps, il était violoniste à l'orchestre de Johann Adam Hiller. De 1785 à 1810, il dirige l'orchestre du Gewandhaus, puis jusqu'à sa mort en 1823, le chœur de l'église Saint-Thomas à Leipzig.
Il épousa en 1786 Constanza Alessandra Oktavia Valdesturia, dont il eut quatre filles.

## Œuvres
Son œuvre la plus importante est un livre de chorals datés de 1819. Il a également composé des messes, des motets, des cantates, une mise en musique du psaume 100, quatre Te Deum, un concerto pour piano, un oratorio avec un livret conçu par Johann Friedrich Rochlitz, des sonates et des caprices.